# Elisabeth van de Palts (1618-1680)

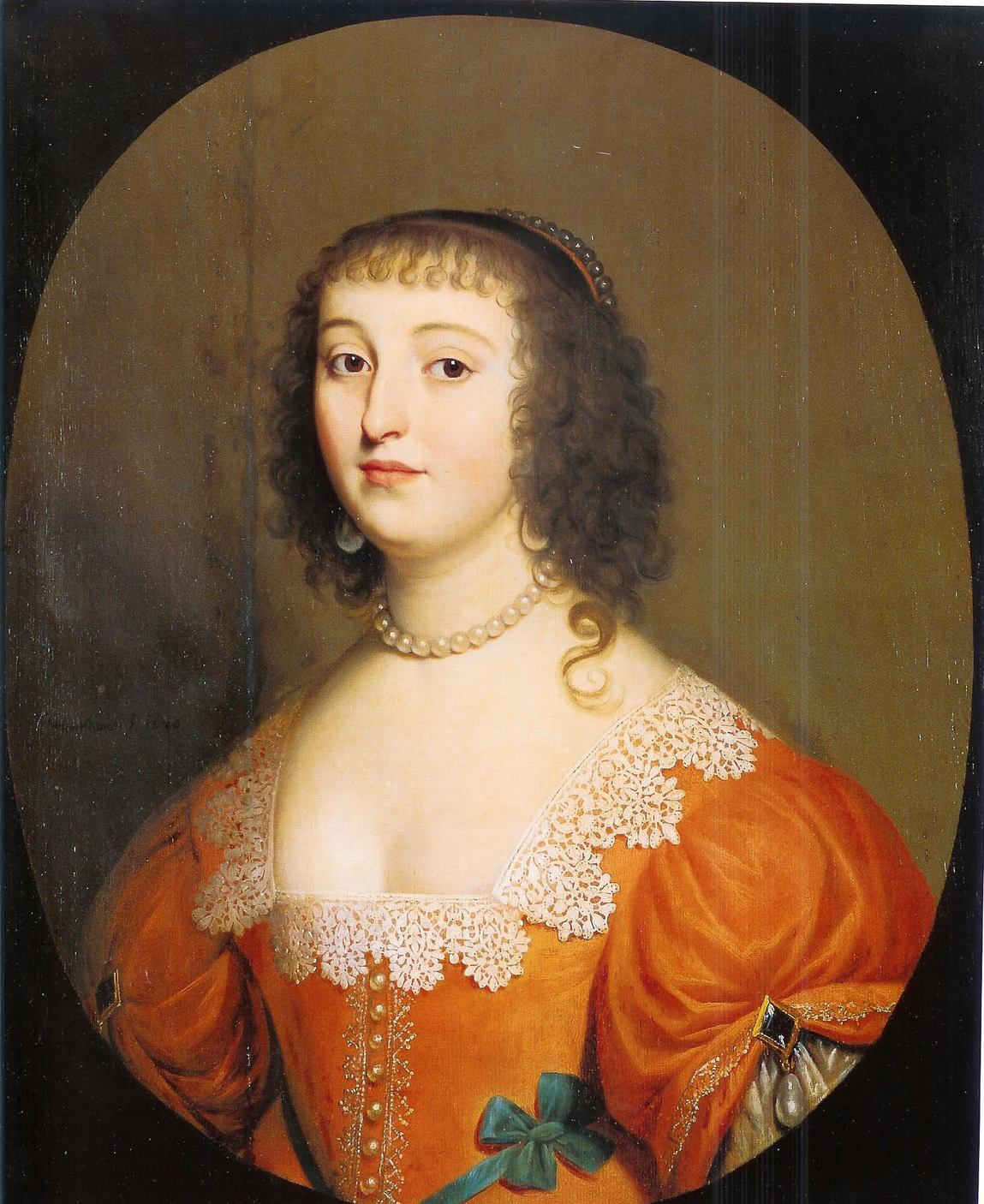
Elisabeth van de Palts in 1636

Elisabeth van de Palts (ook Elisabeth van Bohemen en Elisabeth III van Herford) (Heidelberg, 26 december 1618 – Herford, 11 februari 1680) was een hoogbegaafde vrouw, die al op jonge leeftijd correspondeerde met vooraanstaande geleerden van haar tijd. Later werd zij abdis van de protestantse Abdij van Herford. Elisabeth werd door tijdgenoten de filosofische prinses en het Wonder van het Noorden genoemd.
Zij was het derde kind en de oudste dochter van Frederik V van de Palts en Elizabeth Stuart en droeg de titels prinses van de Palts, hertogin in Beieren en paltsgravin aan de Rijn. Haar vader is bekend als de Winterkoning, omdat hij slechts gedurende één volledige winter koning van Bohemen was. Haar moeder, de Winterkoningin, was een dochter van de Engelse koning Jacobus I. Zij leefden vanaf 1621 in ballingschap in Den Haag.

## Jeugd
Elisabeth werd geboren aan het begin van de Dertigjarige Oorlog. In die oorlog stonden de katholieke en protestantse partijen in het Heilige Roomse Rijk tegenover elkaar. Elisabeths vader Frederik was lid van de Protestantse Unie. Hij werd op 26 augustus 1619 gekozen tot koning van Bohemen en op 4 november 1619 in Praag gekroond. Toen haar ouders in het najaar naar Praag verhuisden, bleef Elisabeth in Heidelberg bij haar grootmoeder Louise Juliana van Nassau. Eén jaar na zijn kroning verloor Frederik de Slag op de Witte Berg en raakte hij al zijn bezittingen kwijt. Toen de troepen van keizer Ferdinand II daarna oprukten naar Heidelberg om de Palts te bezetten, vluchtte Elisabeth met haar grootmoeder naar Berlijn. Daar verbleef zij acht jaar aan het hof van haar oom George Willem van Brandenburg en haar tante Elisabeth Charlotte. Zij kreeg er een sobere en streng-calvinistische opvoeding.
In 1628 verhuisde Elisabeth naar Den Haag. Haar ouders woonden in het zogeheten Hof van Bohemen aan de Kneuterdijk 20-24. Dat was het voormalige woonhuis van Johan van Oldenbarneveldt. Amalia van Solms een hofdame van haar moeder, was in 1625 getrouwd met stadhouder Frederik Hendrik. Het Prinsenhof aan het Rapenburg 4-10 in Leiden was hun tweede woning. Die gebruikten zij vanaf 1624 als een soort privé-internaat voor de opvoeding van hun kinderen. Ook Elisabeth kwam in het Prinsenhof te wonen. Zij werd er onderricht in de exacte vakken, de talen en de omgangsvormen. Waarschijnlijk heeft zij er ook les gehad van de schilder Gerard van Honthorst. Haar oudste broer Frederik Hendrik van de Palts verdronk in 1629 bij het oversteken van de Haarlemmermeer om in Amsterdam de zilvervloot te kunnen zien. Nadat haar vader op 29 november 1632 was gestorven bij Mainz, trok zij in bij haar moeder.
In het najaar van 1634 dong koning Wladislaus van Polen naar de hand van de toen vijftienjarige Elisabeth. Zij wees zijn voorstel echter af omdat zij er niets voor voelde om zich te bekeren tot het katholieke geloof. Elisabeth was meer gecharmeerd van haar neef Frederik Willem van Brandenburg die in 1634 voor zijn opleiding naar Nederland was gekomen. De moeders zagen wel wat in een verbintenis van Frederik Willem met Elisabeth of haar zus Louise Hollandine. Maar ook hier kwam het niet tot een huwelijk omdat de vader van Frederik Willem er geen toestemming voor wilde geven. Elisabeth bleef haar hele leven ongehuwd. Met Frederik Willem hebben zij en Louise Hollandine altijd wel een speciale band gehouden.

## De filosofische prinses

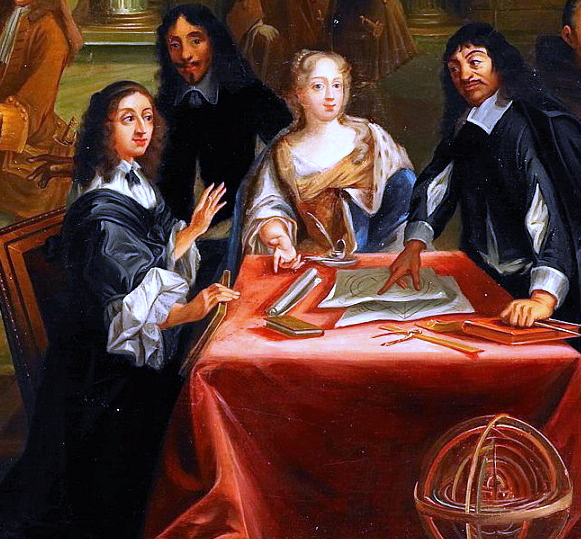
René Descartes (rechts) in gesprek met koningin Christina (met het zwarte haar links) en Elisabeth in het midden. Schilderij door Pierre Louis Dumesnil (1698-1781) van een in werkelijkheid nooit plaatsgevonden ontmoeting.

Op 17 oktober 1638 leden Elisabeths broers Karel Lodewijk en Ruprecht een zware nederlaag in de Slag van Vlotho bij Herford. Aan hun hoop om de Palts te heroveren kwam daardoor een eind. Een jaar later begonnen in Engeland de eerste schermutselingen die zouden leiden tot de Engelse Burgeroorlog en de executie van haar oom Karel I in 1648. Al deze tegenslagen hebben er mogelijk toe bijgedragen dat Elisabeth een grote belangstelling ontwikkelde voor filosofische en levensbeschouwelijke vraagstukken.
In 1639 begon Elisabeth te corresponderen met Anna Maria van Schurman. Net als Elisabeth was Anna Maria een hoogbegaafde vrouw. Zij beheerste een groot aantal talen en genoot internationale bekendheid als schrijfster, dichteres en kunstenares. In 1638 had zij een verhandeling geschreven over het recht van vrouwen om een wetenschappelijke opleiding te volgen. Die verhandeling verscheen in 1641 in druk en had reacties uit heel Europa tot gevolg.
Het meest bekend is Elisabeth geworden door de correspondentie die zij tussen 1643 en 1650 heeft gevoerd met de Franse natuurfilosoof en wiskundige René Descartes. Zij had hem in 1640 persoonlijk ontmoet aan het Haagse hof van haar moeder. Descartes schijnt erg onder de indruk van haar geweest te zijn en droeg in 1644 zijn Principia Philosophiae (Principes van de filosofie) aan haar op.
In 1645 verhevigde hun briefwisseling over allerlei filosofische, wiskundige, en morele kwesties, o.a. over het geluk, zoals beschreven door Seneca de jongere en over Macchiavelli. Haar broer Eduard van de Palts werd in 1645 plotseling katholiek en veroorzaakte een schandaal. Descartes liet maandenlang niets van zich horen. In juni 1646 vermoordde een andere broer Philip de markies François de l'Epinay, midden op de Lange Voorhout. Deze jonge kapitein zou haar zuster Louise, zwanger hebben gemaakt, maar maakte vermoedelijk ook haar moeder het hof. Elisabeth die haar broer zou hebben opgehitst werd door haar moeder naar Berlijn gestuurd. De Winterkoningin sprak nooit meer met hen.
Descartes had het met haar te doen en bewonderde Elisabeth om haar indringende vragen en haar brede wetenschappelijke kennis en interesse. Zij beschouwde Descartes als haar raadsman en leermeester. In 1647 schreef Descartes naar aanleiding van hun correspondentie Les passions de l'âme (De passies van de ziel). Ook Christina I van Zweden bleek geïnteresseerd in het onderwerp en Descartes stuurde haar via de Franse ambassadeur, Pierre Chanut kopieën van zijn brieven aan Elisabeth. Inmiddels raakte ook Descartes in de problemen en gaf te kennen het land te willen verlaten. Descartes richtte zich op de 'Semiramis van het Noorden' en Elisabeth verhuisde naar Heidelberg. Aan hun briefwisseling kwam een eind toen Descartes op 11 februari 1650 in Stockholm overleed aan een longontsteking. Hij was 53 jaar oud. Elisabeth was 31.
Elisabeth is zich haar hele verdere leven blijven verdiepen in de filosofie en de theologie. Na de dood van Descartes onderhield zij contacten met zijn volgelingen Johannes Coccejus, William Penn, Nicolas Malebranche en Gottfried Wilhelm Leibniz. Haar zus Sophia van de Palts onderhield eveneens goede contacten met de filosoof Leibniz.

## De vrede van Westfalen
In 1648 eindigde de Dertigjarige Oorlog met de Vrede van Westfalen. De familie van Elisabeth kreeg een deel van haar bezittingen terug en in 1649 werd haar broer Karel I Lodewijk weer paltsgraaf aan de Rijn en keurvorst van een afgeslankte Palts. Hij vestigde zich in zijn geboorteplaats Heidelberg, waar hij onder meer de wederopbouw van de plaatselijke universiteit bevorderde. In 1650 verhuisde ook Elisabeth van Den Haag naar Heidelberg. Daar maakte zij onder de academici al gauw naam door haar gedegen en persoonlijke kennis van de (toen voor iedereen nieuwe) filosofie van Descartes.
Het huwelijk van Karel Lodewijk met Charlotte van Hessen-Kassel boterde niet en eindigde in 1657 in een echtscheiding. Toen haar jongste zus Sophie het jaar daarna trouwde met Ernst August van Brunswijk-Lüneburg en naar Hannover verhuisde, vertrok ook Elisabeth uit Heidelberg. Zij verbleef eerst enige tijd bij haar tante Elisabeth Charlotte, die na de dood van haar man in Crossen an der Oder was gaan wonen. Haar tante overleed in 1660 en daarna woonde Elisabeth een aantal jaren in Kassel bij haar nicht Hedwig Sophie van Brandenburg.

## Abdis van Herford
Elisabeths neef Frederik Willem was de beschermheer van de Abdij van Herford. Net als in veel andere kloosters werden de bestuurlijke functies in Herford vervuld door ongetrouwde vrouwen uit de hogere adel. Deze functies gaven niet alleen status (een abdis van Herford, bijvoorbeeld, had de rang van prinses), maar leverden ook inkomsten en een onderkomen op. Zij stelden een alleenstaande vrouw dus in staat om zelfstandig door het leven te gaan.
In 1650 had Frederik Willem er al voor gezorgd, dat Elisabeths zus Louise Hollandine kanunnikes van de abdij werd. Tien jaar later wist hij te bewerkstelligen, dat Elisabeth er op 1 mei 1661 werd gekozen als de coadjutrix (hulpabdis) van haar nicht Elisabeth Louise Juliane van Pfalz-Zweibrücken. Helemaal zonder slag of stoot verliep die verkiezing niet. Elisabeth was een alom bekende persoon en de zittende abdis en haar kloosterlingen waren bang dat zij door haar overvleugeld zouden worden. Bovendien lag het nog vers in het geheugen dat haar zus Louise Hollandine op 16 december 1657 met de noorderzon uit Den Haag was vertrokken, zich in Antwerpen tot het katholieke geloof had bekeerd en op 25 maart 1659 novice was geworden in de Abdij van Maubuisson. Pas nadat Frederik Willem allerlei toezeggingen aan de abdij had gedaan, wilde men Elisabeth aannemen. De toon was echter gezet en Elisabeth zou pas permanent in Herford gaan wonen nadat Elisabeth Louise op 29 maart 1667 was overleden en zij op 30 april 1667 haar opvolgster was geworden.
In 1670 werden de betrekkingen van de gereformeerde Elisabeth met de streng-lutherse bevolking van Herford danig op de proef gesteld. In dat jaar bood Elisabeth in haar abdij onderdak aan Anna Maria van Schurman, Jean de Labadie en een aantal van hun mede-labadisten. De labadisten waren een piëtistische beweging. Zij kenden geen privé-bezit en leefden met mannen en vrouwen tezamen in één gemeenschap. Zij werden overal weggejaagd omdat zij beschouwd werden als een sekte die aan veelwijverij deed. De groep van Anna Maria van Schurman was per boot uit Amsterdam naar Bremen gevlucht en van daaruit doorgereisd naar Herford. Elisabeth was op de hoogte van hun komst, maar had het niet nodig gevonden om het stadsbestuur en de geestelijkheid van Herford daarvan op de hoogte te stellen. De spanningen liepen zo hoog op, dat het stadsbestuur de zaak voorlegde aan het keizerlijk Rijkskamergerecht in Speyer. Dat vaardigde op 31 oktober 1671 een bevelschrift uit, waarin Elisabeth werd gesommeerd om de labadisten uit de stad weg te sturen. Elisabeth verhuisde de groep toen naar haar landgoed Sundern, dat buiten de stad lag. Uiteindelijk liep alles met een sisser af, want op 23 juni 1672 besloot de groep zelf om uit Herford weg te gaan.
De liberale houding waarmee Elisabeth de labadisten had bejegend, toonde zij ook aan het Genootschap der Vrienden (de Quakers). In 1674 ontving zij een aantal dames in haar abdij, die haar een brief van de stichter George Fox kwamen brengen. Een van de dames was Isabella Fella, de schoondochter van Fox. In 1676 kreeg zij bezoek van de Schotse quaker Robert Barclay. Barclay was een ver familielid (zijn betovergrootmoeder was een zus van haar betovergrootvader) en had een aantal invloedrijke theologische geschriften over het geloof van de quakers op zijn naam staan. In 1677 nam Barclay William Penn mee naar de abdij. Penn hield tijdens het driedaagse bezoek een toespraak, die diepe indruk op Elisabeth maakte. Tot aan haar dood zou zij met hem in contact blijven.

## Laatste jaren
In 1679 benoemde Elisabeth de theoloog en Cartesiaanse filosoof Herman Alexander Röell in Herford als hofpredikant. Zij correspondeerde toen nog met twee van de meest prominente filosofen uit die tijd: Nicolas Malebranche en Gottfried Wilhelm Leibniz. Met Malebranche was zij in contact gekomen via haar zus Louise Hollandine, die in augustus 1664 abdis van Maubuisson was geworden. Leibniz had zij in de winter van 1678 bij haar zus Sophie ontmoet aan het hof van Hannover, waar hij in 1676 was aangesteld als bibliothecaris. Toen zij al erg ziek was, zocht Leibniz haar eind december 1679 op in Herford.
Elisabeth leed aan waterzucht en reumatiek. In 1679 kreeg zij last van een pijnlijke ingewandsziekte en werd zij bedlegerig. Op 11 februari 1680 overleed zij in de leeftijd van 61 jaar. Zij werd bijgezet in de Münsterkerk te Herford. Zij had Frederik Willem van Brandenburg benoemd tot haar erfgenaam. De vijftienjarige Elisabeth Albertine van Anhalt-Dessau volgde haar op 18 juni 1680 op als abdis. De omvangrijke en kostbare bibliotheek die Elisabeth in Herford had opgebouwd, is verloren gegaan toen de abdij aan het begin van de negentiende eeuw door Pruisen werd geseculariseerd.

## Voorouders
| Voorouders van Elisabeth van de Palts | Voorouders van Elisabeth van de Palts                                             | Voorouders van Elisabeth van de Palts                                             | Voorouders van Elisabeth van de Palts                                             | Voorouders van Elisabeth van de Palts                                             | Voorouders van Elisabeth van de Palts                                     | Voorouders van Elisabeth van de Palts                                     | Voorouders van Elisabeth van de Palts                                              | Voorouders van Elisabeth van de Palts                                              |
| ------------------------------------- | --------------------------------------------------------------------------------- | --------------------------------------------------------------------------------- | --------------------------------------------------------------------------------- | --------------------------------------------------------------------------------- | ------------------------------------------------------------------------- | ------------------------------------------------------------------------- | ---------------------------------------------------------------------------------- | ---------------------------------------------------------------------------------- |
| Overgrootouders                       | Lodewijk VI van de Palts (1539-1583) ∞ 1561 Elisabeth van Hessen (1539-1582)      | Lodewijk VI van de Palts (1539-1583) ∞ 1561 Elisabeth van Hessen (1539-1582)      | Willem I van Oranje-Nassau (1533-1584) ∞ 1598 Charlotte de Bourbon (1547-1582)    | Willem I van Oranje-Nassau (1533-1584) ∞ 1598 Charlotte de Bourbon (1547-1582)    | Maria I van Schotland (1542-1587) ∞ Henry Stuart Darnley (1545-1567)      | Maria I van Schotland (1542-1587) ∞ Henry Stuart Darnley (1545-1567)      | Frederik II van Denemarken(1534-1588) ∞ Sophia van Mecklenburg-Güstrow (1557-1631) | Frederik II van Denemarken(1534-1588) ∞ Sophia van Mecklenburg-Güstrow (1557-1631) |
| Grootouders                           | Frederik IV van de Palts (1574-1610) ∞ 1593 Louise Juliana van Nassau (1576-1644) | Frederik IV van de Palts (1574-1610) ∞ 1593 Louise Juliana van Nassau (1576-1644) | Frederik IV van de Palts (1574-1610) ∞ 1593 Louise Juliana van Nassau (1576-1644) | Frederik IV van de Palts (1574-1610) ∞ 1593 Louise Juliana van Nassau (1576-1644) | Jacobus I van Engeland (1566-1625) ∞ 1589 Anna van Denemarken (1574-1619) | Jacobus I van Engeland (1566-1625) ∞ 1589 Anna van Denemarken (1574-1619) | Jacobus I van Engeland (1566-1625) ∞ 1589 Anna van Denemarken (1574-1619)          | Jacobus I van Engeland (1566-1625) ∞ 1589 Anna van Denemarken (1574-1619)          |
| Ouders                                | Frederik V van de Palts (1596-1632) ∞ 1613 Elizabeth Stuart (1596-1662))          | Frederik V van de Palts (1596-1632) ∞ 1613 Elizabeth Stuart (1596-1662))          | Frederik V van de Palts (1596-1632) ∞ 1613 Elizabeth Stuart (1596-1662))          | Frederik V van de Palts (1596-1632) ∞ 1613 Elizabeth Stuart (1596-1662))          | Frederik V van de Palts (1596-1632) ∞ 1613 Elizabeth Stuart (1596-1662))  | Frederik V van de Palts (1596-1632) ∞ 1613 Elizabeth Stuart (1596-1662))  | Frederik V van de Palts (1596-1632) ∞ 1613 Elizabeth Stuart (1596-1662))           | Frederik V van de Palts (1596-1632) ∞ 1613 Elizabeth Stuart (1596-1662))           |
| Elisabeth van de Palts (1618-1680)    |                                                                                   |                                                                                   |                                                                                   |                                                                                   |                                                                           |                                                                           |                                                                                    |                                                                                    |